# Goufi
Le Goufi, appelé aussi el Goufi ou djebel el Goufi, dans le massif de Collo, est une montagne située dans la partie est de la Kabylie orientale, vaste chaîne côtière de l'Atlas tellien dans le Nord-Est de l’Algérie. Le mont Goufi culmine à 1 183 mètres d’altitude,.